# آشپزی نائورویی
آشپزی نائورویی، سبک آشپزی سنتی نائورو یک کشور جزیره‌ای در اقیانوس آرام است.
نائورو بالاترین نرخ چاقی در جهان را دارد.

## غذاهای اصلی

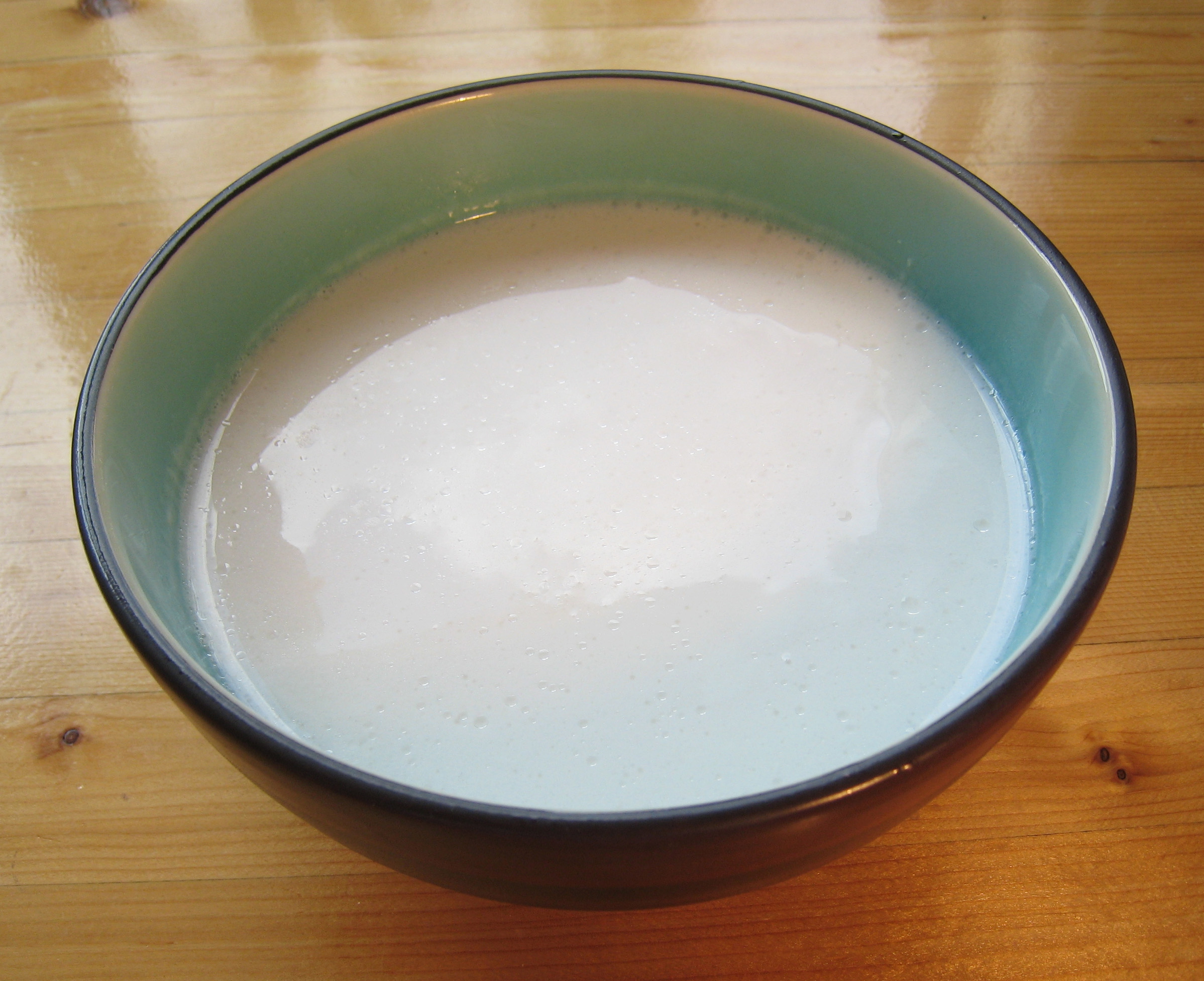
یک کاسه شیر نارگیل (کنسرو شده)

مردم نائورو مانند دیگر همسایگان جزیره‌ای خود، غذای دریایی و همچنین غذاهای تهیه شده از نارگیل و میوه پاندانوس بسیار زیادی مصرف می‌کنند. شیر نارگیل نیز به شکل گسترده‌ای در نائورو مورد استفاده قرار می‌گیرد. ماهی نارگیل (ماهی خام، اغلب ماهی تن، که در شیر نارگیل و با چاشنی سرو می‌شود) یک غذای سنتی است.
نام‌های بومی نائورو برای محصولات سنتی عبارتند از:
- epo/épo: برگ‌خنجری
- ini: آجیل نارگیل

## تأثیرات
آشپزی نائورو تا حد زیادی تحت تأثیر غذاهای چینی قرار گرفته است. چینی‌ها جامعه اصلی خارجی‌های این کشور را تشکیل می‌دهند و تعدادی رستوران چینی در این جزیره وجود دارد که مهم‌ترین آنها در یارن است.
آشپزی نائورو نیز معمولاً تأثیر بسیاری از سبک‌های غربی، به ویژه از استرالیا را نشان می‌دهند.

## سنت‌ها
اکثر مردم نائورو مسیحی و عضو کلیسای جماعت نائورو هستند. آنها اغلب کریسمس را با کیک‌های کریسمسی که از موز و نارگیل تهیه می‌شوند، جشن می‌گیرند.

## برای مطالعهٔ بیشتر
- «نائورو: ماهی نارگیل نائورویی المینا کوادینا حتی بهتر است»، محلی خارجی